# PlayStation 3
PlayStation 3, znan tudi po kratici PS3, je igralna konzola podjetja Sony Computer Entertainment. Je naslednik igralnih naprav PlayStation in PlayStation 2. Na prodajnih policah se je najprej pojavil 11. novembra 2006 na Japonskem, v drugih delih sveta pa nekoliko pozneje (v Sloveniji aprila 2007). Sestavni deli PS3 so osem-jedrni procesor , predvajalnik Blu-ray, trdi disk velikosti 250GB, 500GB ter grafični čip Nvidia RSX. Ima 256 MB grafičnega pomnilnika in 256 sistemskega, vsebuje pa tudi čitalce pomnilniških kartic ter priključek za lokalno omrežje. Omogoča namestitev dodatnih operacijskih sistemov, na primer Linuxa. Preko USB vtičnice lahko priključimo zelo raznolike naprave, tudi tipkovnico in miško. Zaradi tega je PS3 tekmec tudi osebnim računalnikom. Sicer sta njegova največja tekmeca na trgu konzoli konkurenčnih podjetij Nintendo (Wii) in Microsoft (Xbox 360).

## Osnovne lastnosti
PlayStation 3 se od drugih konzol na trgu razlikuje po svoji zmogljivosti nad polno nestisnjeno 1080p HD rezolucijo brez po-procesnih filtrov, dolbi 7.1 Surround sound, predvajanju bluray vsebin, 8 jedernega Cell procesorja, Direkt(flicker) 3D tehnologije, bluetooth povezljivosti, vgrajenim wi-fi prejemnikom, ter zastojn uporaba spletnih storitev. Poleg tega ni prikrajšanj osnovnih zmogljivostmi nad dvd, cd, mediji,  ter je v zadnjih 3 letih platforma za najbol kritično priznane ter grafično najnaprednejše igre.

## Priznani PlayStation studiji [1st party]
- Guerrilla Games [1]
- Japan Studio [2]
- Media Molecule [3]
- Naughty Dog [4]
- Polyphony Digital [5]
- Santa Monica Studio [6]
- Sucker Punch Productions [7]

## PS3 modeli
| Modeli v izdelavi PS3 | Da, 500 GB super slim - CECH-40xxB,(PAL, NTSC) | Da, 250 GB super slim - CECH-40xxB,(NTSC) | Da, 12 GB super slim - 12 GB super slim CECH-40xxA,(PAL)                                                                                            | Ne, 320 GB slim - CECH-25xxB,CECH-30xxB,(PAL, NTSC)                                                                                                 | Ne, 160 GB slim - CECH-25xxA,CECH-30xxA,(PAL, NTSC)                                                                                                 | Ne, 250 GB slim - CECH-20xxB, CECH-21xxB,(PAL, NTSC)                                                                                                | Ne, 120 GB slim - CECH-20xxA, CECH-21xxA,(PAL, NTSC)                                                                                                | Ne, 160 GB - CECHPxx, CECHQxx,(PAL, NTSC) | Ne, 80 GB - CECHKxx, CECHLxx, CECHMxx,(PAL, NTSC)                                                                                                   | Ne, 40 GB - CECHGxx, CECHHxx, CECHJxx,(PAL, NTSC)                                                            | Ne, 40 GB - CECHGxx, CECHHxx, CECHJxx,(PAL, NTSC)        | Ne, 80 GB - CECHExx,(NTSC)                                  | Ne, 60 GB - CECHCxx,(PAL) | Ne, 60 GB - CECHAxx,(NTSC)                                                            | Ne, 20 GB - CECHBxx,(NTSC) |
| lastnosti             | 802.11b/g Wi-Fi, 2 USB 2.0 ports, BRAVIA Sync XMB control (CEC),Manjši model,Dolby TrueHD and DTS-HD Master Audio bitstream, DualShock 3 controller | 802.11b/g Wi-Fi, 2 USB 2.0 ports, BRAVIA Sync XMB control (CEC),Manjši model,Dolby TrueHD and DTS-HD Master Audio bitstream, DualShock 3 controller | 802.11b/g Wi-Fi, 2 USB 2.0 ports, BRAVIA Sync XMB control (CEC),Manjši model,Dolby TrueHD and DTS-HD Master Audio bitstream, DualShock 3 controller | 802.11b/g Wi-Fi, 2 USB 2.0 ports, BRAVIA Sync XMB control (CEC),Manjši model,Dolby TrueHD and DTS-HD Master Audio bitstream, DualShock 3 controller | 802.11b/g Wi-Fi, 2 USB 2.0 ports, BRAVIA Sync XMB control (CEC),Manjši model,Dolby TrueHD and DTS-HD Master Audio bitstream, DualShock 3 controller | 802.11b/g Wi-Fi, 2 USB 2.0 ports, BRAVIA Sync XMB control (CEC),Manjši model,Dolby TrueHD and DTS-HD Master Audio bitstream, DualShock 3 controller | 802.11b/g Wi-Fi, 2 USB 2.0 ports, BRAVIA Sync XMB control (CEC),Manjši model,Dolby TrueHD and DTS-HD Master Audio bitstream, DualShock 3 controller | 802.11b/g Wi-Fi, 2 USB 2.0 ports, BRAVIA Sync XMB control (CEC),Manjši model,Dolby TrueHD and DTS-HD Master Audio bitstream, DualShock 3 controller | 802.11b/g Wi-Fi, 2 USB 2.0 ports, BRAVIA Sync XMB control (CEC),Manjši model,Dolby TrueHD and DTS-HD Master Audio bitstream, DualShock 3 controller | 802.11b/g Wi-Fi, 2 USB 2.0 ports, DualShock 3 controller                                                     | 802.11b/g Wi-Fi, 2 USB 2.0 ports, DualShock 3 controller | 802.11b/g Wi-Fi, 2 USB 2.0 ports, Linux, Sixaxis controller | 4 USB 2.0 vhodi, strojna PS2 Compatibilnost, SACD playback, Linux, Sixaxis controller, Flash memory card reader, 802.11b/g Wi-Fi | 4 USB 2.0 vhodi, strojna PS2 Compatibilnost, SACD playback, Linux, Sixaxis controller |                            |
| navoljo v barvah      | črn mat, beli(v japonski) | črn mat, beli(v japonski) | črn mat, | črn mat, beli, modri, živo rdeč | črn mat, beli, titan modra | črn mat, roza-belo | črn mat | črn lesk, črn mat | črn lesk, (keramično)Beli lesk, (satin) srebrn lesk, - vsi z (satin) srebrn rob)                                                                    | črn lesk, (keramično)Beli lesk, (satin) srebrn lesk, - vsi z (satin) srebrn rob), metal siva, metal sivi rob | črn lesk, kromiran rob                                   | črn lesk, kromiran rob                                      | črn lesk, črn rob | črn lesk, črn rob                                                                     |                            |
| prva izdaja           | NA oktober 30. 2012 EU september 28. 2012 | JP oktober 4. 2012 NA september 25. 2012 | JP oktober 4. 2012 | EU oktober 12. 2012 | JP julij 29. 2010 NA september 19. 2010 EU september 15. 2010                                                                                       | JP julij 29. 2010 NA august 2010 EU oktober 2010 | JP december 17. 2009 NA november 3. 2009 EU oktober 2009 AUS oktober 15. 2009                                                                       | NA EU september 1. 2009 AUS JP september 3. 2009 | NA november 2008 EU oktober 2008 | NA EU AUS august 2008 JP oktober 2008                                                                        | EU AUS oktober 2007 NA JP november 2007                  | NA august 2007                                              | UK ROI marec 16. 2007 EU AUS marec 23. 2007                                                                                      | JP NA november 2006                                                                   | JP NA november 2006        |

## Spike TV Video Game Awards
doseški v "Video Game Awards" (VGA) podelitev nagrad za video igre
| VGA kategorije PS3 igre | vgx 2013:                 | vga 2012:        | vga 2011:                      | vga 2010:           | vga 2009:                  | vga 2008:                                | vga 2007:                                    |
| IGRA LETA               | Grand Theft Auto V        | The Walking Dead | The Elder Scrolls V: Skyrim    | Red Dead Redemption | Uncharted 2: Among Thieves | Grand Theft Auto IV                      | Bioshock                                     |
| NAJBOLJŠA PS3 IGRA      | The Walking Dead:season 2 | Journey          | Uncharted 3: Drake's Deception | God of War III      | Uncharted 2: Among Thieves | LittleBigPlanet                          | Ratchet & Clank Future: Tools of Destruction |
| NAJBOLJŠA GRAFIKA       | The Last of Us            |                  | Uncharted 3: Drake's Deception | God of War III      | Uncharted 2: Among Thieves | Metal Gear Solid 4: Guns of the Patriots | Crysis                                       |

## Uporaba v znanosti
Številne znanstvene ustanove uporabljajo konzolo PlayStation 3 za zahtevne matematične izračune na račun izredno zmogljivega procesorja STI CELL; konzola je zaradi množične proizvodnje najcenejša naprava s tem procesorjem, dostopna za bistveno nižjo ceno kot namenski računalniki podobnih zmogljivosti. Na konzolo je bilo namreč možno namestiti drug operacijski sistem (npr. Linux) in poganjati namensko programsko opremo; že en PlayStation 3 lahko s šestimi procesorskimi jedri in uporabo tehnik vzporedne obdelave podatkov bistveno pospeši izračune, še več možnosti pa nudi povezovanje več konzol v gručo (cluster).
Teoretično zmogljivost procesorja pri uporabah v znanstvene namene omejujeta nestandardno izvajanje operacij s plavajočo vejico in latenca pri prenosu podatkov zaradi virtualizacijske plasti ter razmeroma počasne mrežne kartice. Poleg tega je od osmih jeder, ki so v procesorju CELL, za izračune na voljo samo šest. Kljub omejitvam je razmerje med zmogljivostjo in ceno pri konzoli PlayStation 3 bistveno boljše od namenskih računalniških sistemov in na njej izvajajo izračune različne znanstvene ustanove. Največjo gručo iz konzol so konec leta 2010 sestavili v laboratoriju vojnega letalstva ZDA; sistem 1760 PlayStationov 3 je bil v času izgradnje po oceni 33. najmočnejši superračunalnik na svetu.
Aprila 2010 je Sony izdal posodobitev strojne kode (Firmware) konzole, s katero je bila ukinjena možnost namestitve drugega operacijskega sistema, sodeč po uradnih izjavah predstavnikov podjetja iz varnostnih razlogov. Na obstoječe naprave, ki jih inštitucije uporabljajo v znanstvene namene, odločitev ne vpliva, nove konzole in tiste, ki so povezane na omrežje PlayStation Network pa imajo posodobitev samodejno nameščeno, zato niso več uporabne, kar onemogoča vzdrževanje sistemov in izgradnjo novih. Zato se uporaba PlayStation 3 v znanosti opušča.